# Deua imbutana
Deua imbutana là một loài bướm đêm thuộc phân họ Arctiinae, họ Erebidae.